# SC Rote Erde Hamm

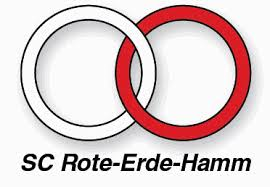
Logo des SC Rote Erde Hamm

Der SC Rote Erde Hamm war ein Sportverein aus Hamm, der als Wasserball-Bundesligist bekannt geworden ist. Der Verein wurde zwischen 1954 und 1977 elfmal deutscher Wasserball-Meister und viermal deutscher Wasserball-Pokalsieger und war damit vor der Ära der Wasserfreunde Spandau 04 nationaler Rekordmeister. Der Klub hat sich im Jahre 2015 als eine Abteilung dem TuS 1859 Hamm angeschlossen. 

## Abteilungen und Sportarten

### Wasserball
Der SC Rote Erde Hamm spielte bis 2006 in der Bundesliga und waren bis zum Aufschwung und der Dominanz der Wasserfreunde Spandau 04 einer der beherrschenden Vereine im deutschen Wasserball der 1950er bis 1970er Jahre und wiederholt Ausrichter der Endrundenturniere deutscher Meisterschaften. In diese Zeit fallen auch die 15 nationalen Titel in Meisterschaft und (ab 1972) auch Pokal. Deutscher Meister wurde Rote Erde Hamm in den Jahren 1954, 1955, 1956, 1959, 1960, 1964, 1966, 1969, 1971, 1973 und 1975. Dazu kommen die deutschen Pokalsiege von 1974, 1975, 1976 und 1977. Noch heute ist Rote Erde der erfolgreichste deutsche Wasserball-Verein nach Spandau 04.
Der Klub spielte lange Jahre im Jahn-Freibad, das im Winter von einer Traglufthalle überdacht wurde. Beheimatet ist der Verein heute im 2003 eröffneten Badezentrum Maximare in Hamm. Ab dem Jahr 2010 bildeten die Wasserballer des Vereins mit dem kurzzeitig ebenfalls schon in der Bundesliga vertretenen SV Brambauer unter dem Namen „SGW Rote Erde/SV Brambauer“ eine Spielgemeinschaft. Mitte des Jahres 2017 wurde diese allerdings wieder aufgetrennt, sodass der SC Rote Erde Hamm als Abteilung im TuS 1859 Hamm seine Spiele seitdem wieder eigenständig bestreitet.

### Schwimmen
Neben dem Wasserball bot der SC Rote Erde noch die Abteilungen Schwimmen, Kunstschwimmen und Aquafitness an. Eine neue Orientierung der damaligen Schwimmer führte 2006 zur Abspaltung des Maxi Swim-Teams Hamm, das sich im Januar 2006 als Verein konstituierte und seither auch schon einige Erfolge feiern konnte. Dennoch betrieb der SC Rote Erde Hamm weiterhin eine eigene Schwimmabteilung.